# 주디스 슈클라
주디스 슈클라(Judith N. Shklar, 1928년 9월 24일 ~ 1992년 9월 17일)는 계몽주의 시대의 정치 사상사를 연구 한 철학자이자 정치 이론가였다. 1980년에 하버드 대학의 John Cowles 교수로 임명되었다.
주디스 슈클라는 라트비아 리가의 유대인 부모에게 태어났다. 제2차 세계 대전 동안의 박해로 슈클라의 가족은 유럽에서 일본을 넘어 미국으로, 마침내 1941년에 캐나다로 떠났다. 슈클라는 16 세에 맥길 대학교에서 공부를 시작했으며 각각 1949년과 1950년에 예술 학사 및 석사 학위를 받았다. 1955년 하버드 대학교에서 박사 학위를 받았다.
슈클라는 1956년 하버드의 교수진에 합류하였다. 직장에서 첫해에 부서는 첫 번째 책을 쓰는 동안 첫 아이와 함께 집에 머물 수 있도록 허용했다.
슈클라는 다양한 학문적 및 전문적 역량을 발휘했다. 예를 들어, 그녀는 미국 레퍼토리 극장을 하버드 커뮤니티에 통합하는 위원회에서 활동했다.

## 견해
슈클라의 사상은 두 가지 주요 아이디어, 즉 최악의 악으로서의 잔인함과 "공포의 자유주의"에 집중되었다. 그녀는 Daedalus (1982)와 Ordinary Vices (1984)에 발표된 에세이 "Putting Cruelty First "에서 첫 번째 아이디어를 논의한다. 두 번째 주요 아이디어는 "The Liberalism of Fear"에서 설명되었으며, 첫 번째 아이디어에 기반을 두고 있으며 정부가 정치 조직으로 인해 발생하는 "필연적인 권력 불평등"을 어떻게 남용하는 경향이 있는지에 초점을 맞추고 있다.
이러한 핵심 아이디어를 바탕으로 슈클라는 입헌민주주의를 옹호했다. 슈클라의 관점에서 입헌민주주의는 정부를 제한하고 "다수의 정치적 활동 그룹"에 권력을 분산시킴으로써 더 강력한 자의 학대로부터 사람들을 보호한다.